# Patricia Hersh
Patricia Lynn Hersh (1973) é uma matemática estadunidense, professora de matemática da Universidade de Oregon. Suas pesquisas envolvem combinatória algébrica, combinatória topológica e as conexões entre combinatória e outras áreas da matemática.

## Formação e carreira
Graduou-se magna cum laude com um A.B. em matemática e ciência da computação na Universidade Harvard em 1995, com um trabalho orientado por Persi Diaconis. Obteve um Ph.D. em 1999 no Instituto de Tecnologia de Massachusetts, orientada por Richard Peter Stanley, com a tese Decomposition and Enumeration in Partially Ordered Sets.
Após cargos de pós-doutorado na Universidade de Washington, Universidade de Michigan e Mathematical Sciences Research Institute em Berkeley, Califórnia, fez parte do corpo docente da Universidade de Indiana Bloomington em 2004, foi para a Universidade Estadual da Carolina do Norte em 2008, e então para a Universidade de Oregon em 2019.

## Reconhecimento
Em 2010 recebeu o Prêmio Memorial Ruth I. Michler da Association for Women in Mathematics, fundando um cargo de visitante na Universidade Cornell. Em 2015 foi eleita fellow da American Mathematical Society "for contributions to algebraic and topological combinatorics, and for service to the mathematical community".